# غاري يونغ (طبال)
غاري يونغ (بالإنجليزية: Gary Young)‏ هو طبال أسترالي، ولد في 1947 في نيويورك في الولايات المتحدة.